# Lithophyllum insipidum
Lithophyllum  insipidum Adey, Townsend & Boykins, 1982  é o nome botânico  de uma espécie de algas vermelhas pluricelulares do gênero Lithophyllum, família Corallinaceae.
- São algas marinhas encontradas na Austrália e em algumas ilhas do Pacífico.

## Sinonímia
- Não apresenta sinônonimos.